# Acozac
Acozac es un yacimiento arqueológico habitado de 650 a. C. a 152 a. C. Fue habitado tanto por aztecas como por chichimecas, acolhuas y tepanecas.
Se localiza en el kilómetro 30 de la Carretera Federal México-Puebla, en el municipio de Ixtapaluca, en el Estado de México.

## Historia
El sitio fue conocido como Ixtapaluca Viejo hasta 1973, fecha en que los terrenos del antiguo rancho de Acozac se lotificaron para dar lugar al fraccionamiento y club de golf y por extensión se le otorgó el mismo nombre a la zona arqueológica.
Se le ha relacionado recientemente con el sitio de Tlazallan-Tlallanoztoc, mencionado en el Códice Xólotl como asiento del nieto de Xólotl Techotlallatzin. Se ha encontrado aquí cerámica que demuestra que el sitio estuvo ocupado en las épocas mencionadas en las fuentes. La ocupación inicia con la fase azteca I (900 a 1200 d. C.), continuando en la fase azteca II (1200 a 1430), que es la que coincide con el reinado de Techotlalatzin. Las últimas estructuras, que son las que están visibles, corresponden a la fase Azteca III (1430 a 1521).